# Domats
Domats là một xã của Pháp,tọa lạc ở tỉnh Yonne trong vùng Bourgogne-Franche-Comté. Người dân ở đây trong tiếng Pháp gọi là Domatiens.

## Hành chính
| Danh sách các thị trưởng               |           |                       |      |         |
| Giai đoạn                              | Giai đoạn | Tên                   | Đảng | Tư cách |
| 1792                                   | 1792      | Jacques Chaudet       |      |         |
| 1868                                   |           | Louis-Désiré Lorillon |      |         |
| 1900                                   | 1925      | Ernest Marois         |      |         |
| 1925                                   | 1942      | Marcel Marois         |      |         |
| 1942                                   | 1953      | Louis Guillaumet      |      |         |
| 1953                                   | 1983      | Pierre Marois         |      | -       |
| 1983                                   | 2001      | Edmir Parenty         |      | -       |
| 2001                                   | 2008      | Joël Filot            |      |         |
| 2008                                   | 2014      | Jean-Pierre Mollet    |      |         |
| Tất cả các dữ liệu trước đây không rõ. |           |                       |      |         |

## Thông tin nhân khẩu
| Năm | 1962 | 1968 | 1975 | 1982 | 1990 | 1999 | 2008 |
| --- | ---- | ---- | ---- | ---- | ---- | ---- | ---- |
| Dân số | 604  | 610  | 513  | 540  | 541  | 596  | 713  |
| From the year 1962 on: No double counting—residents of multiple communes (e.g. students and military personnel) are counted only once. |      |      |      |      |      |      |      |